# Јапанске лаке крстарице класе Нагара
| Лаке крстарице класе Нагара                | Лаке крстарице класе Нагара                                        |
| ------------------------------------------ | ------------------------------------------------------------------ |
|                                            |                                                                    |
| Лака крстарица Абукума                     |                                                                    |
| Корисник                                   | Јапанска морнаричка застава                                        |
| Почетак градње:                            | 1920—1921.                                                         |
| Поринуће:                                  | 1921—1923.                                                         |
| Завршетак градње:                          | 1922—1925.                                                         |
| Основне катактеристике                     |                                                                    |
| Дужина:                                    | 162,99 метара                                                      |
| Ширина:                                    | 14,75 метара                                                       |
| Газ:                                       | 4,87 метара                                                        |
| Тежина:                                    | 5.170 тона (стандардни депласман) 5.925 тона (пуни депласман)      |
| Погон:                                     | 12 котла Канпон, снаге 90.000 КС                                   |
| Посада:                                    | 438 официра и морнара                                              |
| Наоружање:                                 | Топови: 7 × 140 mm, 2 × 76 mm, 6 × 13 mmТорпедне цеви: 8 × 610 mmАвиони: 1 |
| Максимална Брзина:                         | 36 kn (67 km/h)                                                    |
| Бродови класе                              |                                                                    |
| Нагара, Исузу, Јура, Натори, Кину, Абукума |                                                                    |

Крстарице класе Нагара, (јап: 長良型軽巡洋艦), била је серија од 6 лаких крстарица, изграђених за потребе јапанске морнарице пар године након завршетка Првог светског рата. Сва 6 брода су активно учествовале у Другом светском рату, и сва 6 брода су потопљена током рата.

## Историја пројекта
Крстарице класе Нагара су представљале модификовани тип првих 5.500 тонских крстарица класе Кума. Све крстарице ове класе су добиле имена по рекама, које протичу кроз различите јапанске префектуре. По јапанском програму „8-4“ за попуну флоте, између августа и децембра 1920. године, започела је градња лаких крстарица Нагара, Исузу и Натори. Друге три лаке крстарице, започињу де се граде између јануара и децембра 1921. године, по новом флотном програму „8-8“, и првобитно су добиле имена Сузука, Миназе и Отоназе, да би током градње промениле имена у Јура, Абукума и Кину. Бродови ове класе су пројектовани за улогу заставних бродова флотила разарача и подморница.
Крстарице класа Нагара су биле за 60 cm дуже у однусу на претходну класу крстарица Кума. Артољеријско наоружање је остало исто, али су постављене нове торпедне цеви, за торпеда Нендо Шики 8, калибра 610 mm, која су уведена у наоружању током 1920. и 1921. године. Нова торпеда су била тежа преко 500 килограма у односу на ранија од 533 mm, и имала су максимални домет од 20.000 метара. По спољашњем изгледу, крстарице класе Нагара су се јако мало разликовале од крстарица Кума. Главна ралика је била у висини командног моста, који је био виши код крстарица класе Нагара, како бе се над куполом главне артиљерије бр. 2, поставила платформа за извиђачке хидроавионе. Касније, платформа је одстрањена, а постављен катапуле, који је опет нешто касније, премештен између купола главне артиљерије бр. 5 и бр. 6. Турбине за бродове су изграђене код Мицубишија за Абукума, Исузу и Натори, док су остале изграђене код Кавасакија.

## Тактичко-техничке карактеристике
- Тежина:
  - 5.170 тона стандардни депласман
  - 5.925 тона пуни депласман
- Димензије:
  - Дужина: 162,99 метара
  - Ширина: 14,75 метара
  - Газ: 4.87 метара (средњи газ)
- Максимална брзина:
  - 36 kn (67 km/h)
- Погон: 12 котла Канпон, четвороцилиндрична турбина - 90.000 КС
- Максимална даљина пловљења: 9.000 наутичких миља/ 10 kn (19 km/h)
- Количина горива: 700 тона нафте и 350 тона угља
- Наоружање:
  - Главна артиљерија: 7 × 1 топ 140 mm
  - Помоћна артиљерија: 2 × 1 топ 76 mm
  - Противавионска артиљерија: 6 × 1 митраљељ 13 mm
  - Торпедне цеви: 2 x 4 610 mm
  - Авиони: 1 × Каваниши Е7К
- Оклоп:[1]
  - Оклопни појас: 64 mm (максималан)
  - Палуба: 32
- Посада: 438 официра и морнара

## Модернизација
На свим бродовима је постављен катапулт за хидроавионе током 1927. године. Крстарица Нагара пролази модернизацију у периоду од октобра 1932. до септембра 1933. године. За време модернизације, катапулт је померен према крми а постављен је и троножни јарбол. Модернизација на осталим бродовима је извршена у периоде: мај 1932. – 1933. – Исузу; јул 1932. - септембар 1933. – Натори; новембар 1933. – август 1934. – Кину; јануар 1936. – децембар 1936. – Јура. Тачан датум када је извршена модернизација крстарице Абукума није познат.
Током 1943. године, наоружање на бродовима је промењено на 5 х 140 mm, 2 х 127 mm (постављених уместо топова 140 mm бр. 6 и 7), 22 x 25 mm против-авионских топова и 3 x 13 mm протв-авионских митраљеза. Торпедне цеви су повећане на 16 (4 х 4). Крстарица Јура није прошла ову модернизацију, јер је потопљена пре него се кренуло са овом модернизацијом. Током јуна 1944. године, број против-авионских топова од 25 mm, је повећан на 36 цеви.
Крстарица Исузу је преправљена у против-авионску крстарици, и користила се као заставни брод група за Против-авионску одбрану. Између маја и септембра 1944. године, на њој су постављена 6 топа од 127 mm, распоређених у три двоцевне куле – једна на прамцу, једна у средини и једна на крми. Лака против-авионска артиљерија је повећана на 38 цеви од 25 mm (11 х 3 и 5 х 1), а предња два торпедна апарата су уклоњена.

## Служба

### Нагара
| Име    | Бродоградилиште | Почетак градње     | Поринуће        | Завршетак градње | Белешка                    |
| ------ | --------------- | ------------------ | --------------- | ---------------- | -------------------------- |
| Нагара | Сасебо          | 9. септембар 1920. | 25. април 1921. | 21. април 1922.  | Потопљена 7. августа 1944. |

Децембра 1941. године, Нагара се налазила у сатав 16. дивизије крстарица, јапанске Треће флоте. Између децембра 1941. године и фебруара 1942. године, Нагара покрива десанте на Лузон и Сулавеси. Дана, 17. фебруара 1942. године, Нагара ескортује транспортне бродове на којима су се налазили војници 48. јапанске пешадијске дивизије, ради инвазије на острва Бали и Јава. Током ове операције, британска подморница Труент испаљује 6 торпеда ка крстарици Нагара, али сва промашују. Крстарица Нагара узима учешће у бици за Мидвеј, а затим учествује у Гвадалканалској кампањи. У бици код Источних Соломона, 25. августа 1942. године, крстарица је лидер 11. флотиле разарача. Између 25. и 26. октобра 1942. године, Нагара предводи 10. флотилу разарача у бици код Санта Круз острва. За време поморске битке за Гвадалканал, Нагара се бори код острва Саво против америчких разарача, где потапа један од њих, Пристон. Током 1943. године, Нагара оперише у области Маршалских острва, где доставља попуне јапанским гарнизонима. Дана, 4. децембра 1943. године, приликом америчког ваздушног напада на Кваџалејн, крстарица Нагара је оштећена и одлази за Јапан, ради ремонта и модернизације. По завршеном ремонту, она остаје у домаће воде, где углавном ескортује трупне конвоје ка јапанским острвима Огасавара и Окинава. Нагара је потопљена 7. августа 1944. године, од америчке подморнице Крокер, на око 35 наутичких миља јужно од Нагасакија.

### Исузу
| Име   | Бродоградилиште | Почетак градње   | Поринуће          | Завршетак градње | Белешка                  |
| ----- | --------------- | ---------------- | ----------------- | ---------------- | ------------------------ |
| Исузу | Урага           | 10. август 1920. | 29. октобар 1921. | 15. август 1923. | Потопљена 7. април 1945. |

У време напада на Перл Харбор, крстарица Исузу је покривала десант на Хонгконг, као део 15. ескортног ескадрона Друге Кинеске експедиционе флоте, која је била под командом вицеадмирала Кијоши Харе. Касније служи на југозападном Пацифику и узима учешће у Гвадалканалској кампањи. У бици код острва Санта Круз, она је лидер 2. флотиле разарача. Изусу учествује поморској бици за Гвадалканал, и лакше је оштећена од америчких авиона. Новембра 1943. године крстарица Исузу удара у мину, коју је положила америчка подморница Силверсајдс, у близини Кавиенга. Након ремонта, она оперише у рејону Маршалских острва, али је 5. децембра 1943. године теже оштећена приликом напада америчких палубних авиона на базу Кваџалејн. Исузу одлазу у базу Трук где пролази краћи ремонт, а затим одлази у базу Јокосука. По доласку у Јапан, одлучено је да се брод преправи у против-авионску крстарицу. Након завршеног ремонта и пренаоружавања, Изусу је 5. октобра поново укључена у флоту, и узима учешће у бици код рта Енгано – операција „ШО-1“. Дана, 19. новембра 1944. године, Исузу је поново оштећена од америчких палубних авиона, у заливу Манила. По завршеном ремонту, Исузу је пребачена у Јаванско море, где служи као брзи транспортни брод. Крстарица Исузу је потопљена 7. априла 1945. године од америчких подморница Чар и Габилан.

### Јура
| Име  | Бродоградилиште | Почетак градње | Поринуће          | Завршетак градње | Белешка                     |
| ---- | --------------- | -------------- | ----------------- | ---------------- | --------------------------- |
| Јура | Сасебо          | 21. мај 1921.  | 15. фебруар 1922. | 20. март 1923.   | Потопљена 25. октобар 1942. |

Почетак трата на Пацифуку, крстарица Јура је дочекала ка заставни брод 5. флотиле подморница. Између децембра 1941. и марта 1942. године, она учествује у подршци десанта на Борнео, Саравак, Малају, Палембанг, Јаву и Суматру, као део Малајске групе под командом вицеадмирала Озаве. Дана, 1. априла 1942. године, Јура је била једна од крстарица, која је узела учешће у нападу на свезничке трговачке бродове у области Бенгалског залива. У бици за Мидвеј, Јура учествује као заставни брод 4. флотиле разарача. Након тога служи у рејону Соломонових острва, где као лидер 4. флотиле разарача учествује у бици код источних Соломонових острва. Крстарица Јура, 24. октобра 1942. године напушта базу на острву Шортленд и заједно са разарачима Акизуки, Харусаме, Мурасаме и Јудачи одлази у акцију бомбардовања Гвадалканала. Међутим следећег дана, јапанску групу нападају амерички авиони и тешко оштећују крстарицу Јура. Када је оцењено да брод не може да се спаси, посада прелази на друге бродове а разарачи Харусаме и Јудачи потапају крстарицу Јура.

### Натори
| Име    | Бродоградилиште | Почетак градње     | Поринуће          | Завршетак градње    | Белешка                    |
| ------ | --------------- | ------------------ | ----------------- | ------------------- | -------------------------- |
| Натори | Мицубиши        | 14. децембар 1920. | 16. фебруар 1922. | 15. септембар 1922. | Потопљена 18. август 1944. |

Током децембра 1941. године, крстарица Натори служи као заставни брод 5. флотиле разарача у саставу Јужне флоте. Она учествује у покривању десанта на Филипине, дејствујући са Формозе. Затим, учествује у операцијама заузимања Малаје и Холандске Источно Индије. Натори је била један од бродова која је штитила транспорт у заливу Батан, северно од Серанга, када су их напале савезничке крстарице Перт и Хјустон. Јануара 1943. године, крстарица Натори је торпедована и тешко оштећена од америчке подморнице Тотаџ. Она у неколико база пролази краће ремонте, пре него што је стигла у базу Маизуру где пролазе генерални ремонт, који ће трајати до 16. априла 1944. године. Натори је потопљена од америчке подморнице Хардхед, на око 250 наутичких миља северно-североисточно од пролаза Суригао.

### Кину
| Име  | Бродоградилиште | Почетак градње   | Поринуће      | Завршетак градње   | Белешка                     |
| ---- | --------------- | ---------------- | ------------- | ------------------ | --------------------------- |
| Кину | Кавасаки        | 17. јануар 1921. | 29. мај 1922. | 10. новембар 1922. | Потопљена 26. октобар 1944. |

Почетак рата на Пацифику, крстарица Кину дочекује у југозападном Пацифику, као заставни брод 4. флотиле подморница. Она узима учешће у десантним операвијама у области Малаје и Холандске Источне Индије. Затим учествује у операцијама флоте у области Нове Гвинеје, где је 23. јуна 1943. године оштећена од савезничких авиона и одлази ка Јапану ради ремонта. Након ремонта крстарица Кину се враћа патролној служби, а у периоду мај - јун 1944. године, она се користи за транспорт појачања јапанског гарнизона на острву Биак. У бици у заливу Лејте, крстарица Кину се налазила у саставу групе бродова којом је командовао адмирал Курита. Потопљена је од савезничких палубних авиона 26. октобра 1944. године, 44 наутичких миља југозападно од Мастбејта.

### Абукума
| Име     | Бродоградилиште | Почетак градње    | Поринуће       | Завршетак градње | Белешка                     |
| ------- | --------------- | ----------------- | -------------- | ---------------- | --------------------------- |
| Абукума | Урага           | 8. децембар 1921. | 16. март 1923. | 26. мај 1925.    | Потопљена 26. октобар 1944. |

Крстарица Абукума је током 1941. године била заставни брод 1. флотиле разарача и налазила се у склопу Нагумове ударне групе, која је извела напад на Перл Харбор. Јануара 1942. године, заједно са носачима авиона 1. ваздушне флоте, Абукума покрива десант код Рабаула на Новој Британији. Након тога је део групе која наноси удар на базу Дарвин. Током марта 1942. године, ескортује Нагумове носаче авиона приликом препада на савезнике у Индијском океану. У време операције „МИ“ – напада на Мидвеј, она је у сатаву групе која је напала Алеутска острва. За време битке код Командорских острва, 26. марта 1943. године, крстарица улази у артиљеријску борбу са америчком крстарицом Солт Лејк Сити, и лакше је оштећена. Након ремонта, Абукума учествује у евакуацију гарнизона са Алеутанских острва у периоду јул-август 1943. године. Затим је пребачена на Филипине, где у октобру 1944. године узима учешће у бици у заливу Лејте. Током битке је тешко оштећена од америчких торпедних чамаца у близини острва Панаон у пролазу Суригао, 25. октобра 1944. године. Следећег дана је потопљена у близини острва Негрос, од америчких авиона са носача авиона.